# Ricardo Paolo Pittini Piussi
Ricardo Paolo Pittini Piussi SBD (Tricesimo, Italia; 30 de abril de 1876 – Santo Domingo, República Dominicana; 10 de diciembre de 1961) fue arzobispo de Santo Domingo y primado de América, primer vicario castrense de República Dominicana.

## Biografía
Nació en Tricesimo, Italia el 30 de abril de 1876.
Recibió la ordenación presbiteral el 22 de enero de 1899.
Fue enviado por su Congregación a la República Dominicana para establecer los salesianos en el país. Llegó por el puerto de San Pedro de Macorís el 16 de agosto de 1933 y fue recibido, tres días más tarde por el entonces presidente Rafael Leónidas Trujillo Molina en Santiago de los Caballeros.
El 11 de octubre de 1935 fue nombrado por el papa Pío XI, Arzobispo de Santo Domingo y Primado de América.
Recibió la consagración episcopal el 8 de diciembre de 1935 en la Catedral Primada de América por el entonces arzobispo de Puerto Príncipe Joseph-Marie Le Gouaze. 
Durante su gobierno pastoral creó el Aspirantado Salesiano de Jarabacoa. 
Fue arzobispo de Santo Domingo durante la mayor parte de la dictadura de Trujillo. Durante este tiempo compartió con los dominicanos las reprimendas y abusos del régimen combatido desde el púlpito por los Obispos en Pastorales. 
Murió ocupando la sede primacial de las Américas, el 10 de diciembre de 1961, a la edad de 85 años, a poco más de seis meses de la caída del dictador.